# Distrito de San Juan de Iris

Provincia de Huarochirí en el Departamento de Lima, Perú

El Distrito de San Juan de Iris es uno de los treinta y dos distritos de la Provincia de Huarochirí en el Departamento de Lima, bajo la administración del Gobierno Regional de Lima-Provincias, Perú.
Dentro de la división eclesiástica de la Iglesia Católica del Perú, pertenece a la Vicaría IV de la Diócesis de Chosica

## Historia
El distrito fue creado mediante Ley n.º 15110 del 24 de julio de 1964, en el primer gobierno del Presidente Fernando Belaúnde Terry.

## Geografía
Abarca una superficie de 124,31 km² y tiene una población aproximada de 1 800 habitantes.
La población censada en el año 2007 en el distrito era de 1 010 habitantes.

## Autoridades

### Municipales
- 2015 - 2018[3]
  - Alcalde: Armando Gutiérrez Huamán, Movimiento regional Unidad Cívica Lima (UCL).
  - Regidores: Dammert Angel Carlos Laura (UCL), Celestina Asunciona Doria Retamozo (UCL), Francisco Juaquín Riquez Lozano (UCL), Hermergildo Antonio Jiménez Retamozo (Patria Joven), Daniel Enrique Paico Laura (Concertación para el Desarrollo Regional).
- 2011 - 2014[4]
  - Alcalde:  Nelson De La Cruz Dávalos,  Partido Aprista Peruano (PAP).[5]
  - Regidores: Abilio Jubal Quispe Julca (Acción Popular), Alfredo Aquiles Jiménez Retamozo (Acción Popular), Yesica Carlos Lozano (Acción Popular), Anastasio Gabino Canchanya López (Alternativa Huarochirana), Walter Saturnino De La Cruz Huaranga (Alternativa Huarochirana).
- 2007 - 2010[6]
  - Alcalde: Nelson De La Cruz Dávalos, Partido Aprista Peruano.
- 2003 - 2006
  - Alcalde: Nelson De La Cruz Dávalos, Partido Aprista Peruano.
- 1999 - 2002
  - Alcalde: Dionicio Aderal Lozano Galarza, Alianza Izquierda Unida.
- 1996 - 1998
  - Alcalde: Dionicio Aderal Lozano Galarza, Lista independiente n.º 9 Izquierda Unida.
- 1993 - 1995
  - Alcalde:  Dionicio Aderal Lozano Galarza, Alianza Izquierda Unida.
- 1990 - 1992
  - Alcalde: Modesto Vásquez De la Cruz, Alianza Izquierda Unida.
- 1987 - 1989
  - Alcalde: Norberto Rodríguez Macas, Partido Aprista Peruano.
- 1984 - 1986
  - Alcalde: Fructuoso Astudillo Martínez, Partido Aprista Peruano.
- 1981 - 1983
  - Alcalde: Aurelio Osores Rojas, Partido Aprista Peruano.

### Policiales
- Comisaría de San Juan de Iris
  - Comisario: Mayor PNP  .[7]

### Religiosas
- Diócesis de Chosica[8]
  - Obispo: Mons. Norbert Klemens Strotmann Hoppe M.S.C.
- Parroquia Iglesia Matriz Santa Eulalia - Capilla San Juan[9]
  - Párroco: Pbro. Paulin Joachin Kameni.

## Educación

### Instituciones educativas
- IE

## Festividades
- San Juan

## Atractivos turísticos
- El Museo Municipal de San Juan de Iris[10][11][12]}}
- Marcahuasi de Iris (Cerro Carahuaque) o Machupicchitoque  es como le llaman sus pobadores por su semejanza arquitectónica con la ciudadela Inca. Cuenta con caminos y escaleras empedradas, andenerías, estructuras de viviendas de hasta 4 m de altura. Estas construcciones fueron realizadas por la etnia de los Huanchos o Hanan Huanchos de origen aymara. Está ubicado sobre la margen izquierda del río Santa Eulalia a 3 600 m s. n. m.[11][13]}}</ref>[14]
- La Cascada Quipcocha a 20 minutos del pueblo a 3 600 m s. n. m.[11][13]}}
- El Nido de Condores' En a margen derecha del rio Pumacocha, casi debajo del ""Markahuasi de Iris" y cerca al limite con Huachupampa[11][13]}}